# رينج روفر
رينج روفر (بالإنجليزية: Range Rover) هي سيارة دفع رباعي رياضية الاستخدام كبيرة وفارهة، من إنتاج الصانع البريطاني لاند روفر التابع لمجموعة جاغوار لاند روفر المملوكة من قبل شركة تاتا موتورز الهندية.
وصل هذا الطراز الذي أطلق في 1970 إلى جيله الخامس الآن، وتقوم لاند روفر بتطوير رينج روفر بصفتها العلامة الأبرز لها، وتستخدم الاسم ذاته مع طرازين آخرين هما رينج روفر إيفوك ورينج روفر سبورت.

## التاريخ
كانت شركة روفر (الشركة التي ابتدعت ماركة لاند روفر) تجري التجارب على طراز أكبر من فئة لاند روفر في 1951، إلى أن قام مصمم السيارات البريطاني غوردن باشفورد بتطوير سيارة مستندة على روفر بي4 تُدعى «رود روفر» ذات دفع ثنائي، لكن أغلق ملف هذا المشروع في 1958، وبقيت فكرته مهملة حتى 1966 عندما بدأ المهندسان سبين كينغ وغوردن باشفورد العمل على طراز جديد.
في 1967 بُني أول نموذج أولي للرينج روفر، وحمل هذا النموذج الكثير من ملامح رينج روفر كلاسيك لكن مع اختلاف في تصميم الأضواء الأمامية وشبكة حماية المشع، وانتهى تصميم الرينج روفر أخيرًا في 1969. خلال الفترة 1967 إلى 1970، تم إنتاج 26 مركبة ڤيلار اختبارية، وتم تسجيلها للسير على الطرق. اسم «ڤيلار» مشتق من الكلمة الإيطالية «ڤيلاري» (بالإيطالية: velare) والتي تعني حَجَب أو غَطّى، حيث استخدم مهندس تطوير رينج روفر جيوف ميلر هذا الاسم بصورة حيلة لتسجيل مركبات رينج روفر الاختبارية. سُجلت شركة فيلار في لندن وأنتجت 40 مركبة اختبارية بين 1967 و1970. معظم مركبات فيلار مازالت محفوظة.
أطلق الرينج روفر في 1970، وقد عُرض في متحف اللوفر في باريس في بدايات السبعينات كونه «عمل نموذجي للتصميم الصناعي».
أصبحت البعثة البريطانية الاستكشافية لقطع الأمريكيتين في 1972 أول رحلة استكشافية معتمدة على المركبات تقطع القارتين الأمريكيتين من الشمال إلى الجنوب، وشملت عبور منطقة دارين غاب الخالية من الطرق. سيارات الرينج روفر المعدلة والمستخدمة في هذه البعثة معروضة الآن في مركز تراث السيارات في غيدون، ووريكشير.
في 2005، أطلقت لاند روفر سيارة جديدة تحمل علامة رينج روفر، هذه السيارة هي رينج روفر سبورت التي كانت تعتمد على منصة لاند روفر ديسكفري، أما الجيل الحالي من هذه السيارة فيقوم على منصة رينج روفر الجديد (الجيل الرابع).
في 2011، أُطلق رينج روفر إيفوك، وهي سيارة أخرى تحمل علامة رينج روفر.

## الأجيال

### الجيل الأول (1970–1996)

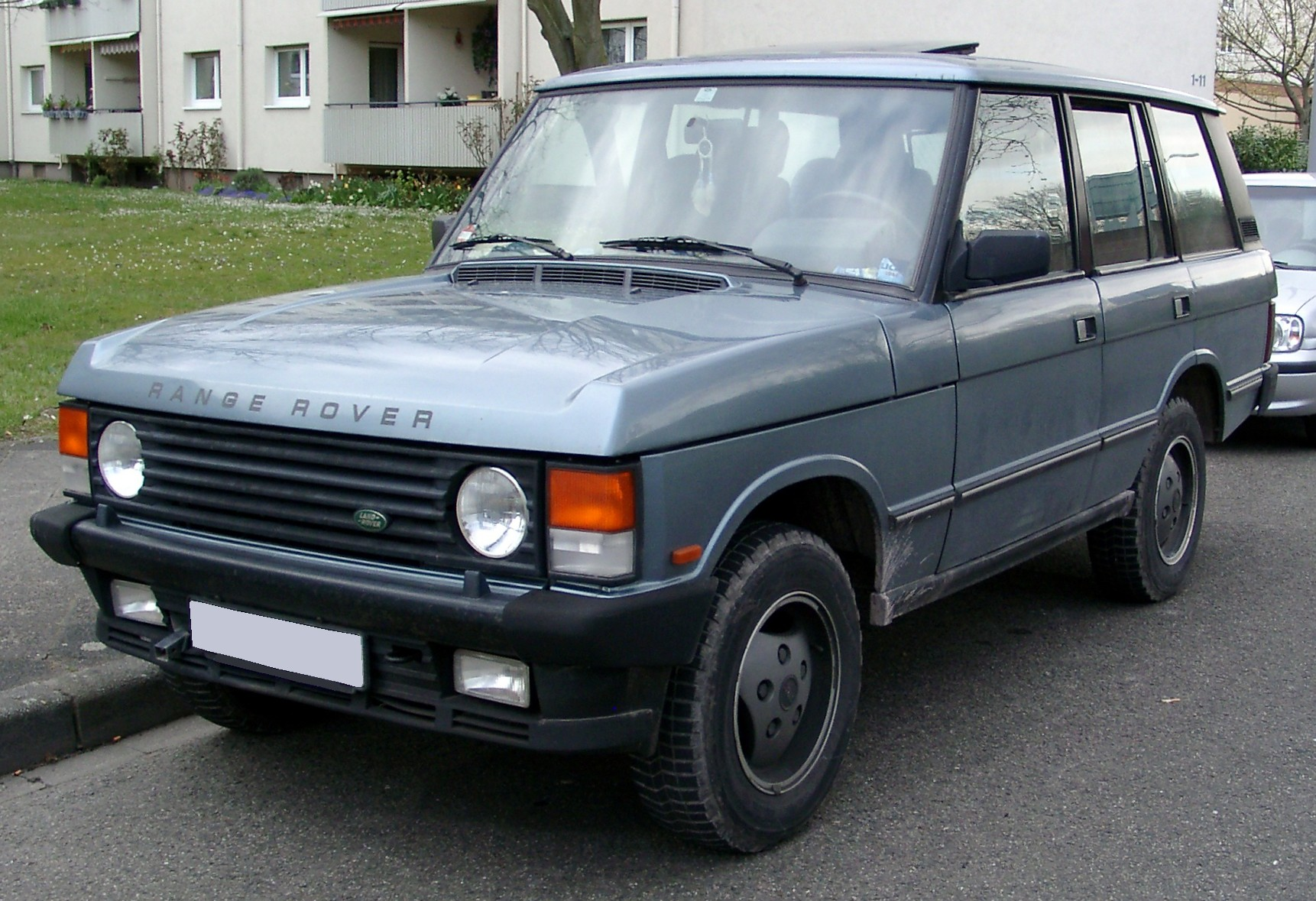
الجيل الأول

جرى إنتاج الجيل الأول من رينج روفر بين عامي 1970 و1996. وعلى العكس من سيارات الدفع الرباعي الأخرى مثل جيب واغونير، لم يجر تصميم رينج روفر على أنها سيارة فارهة، حيث حملت طلائع سيارات رينج روفر داخلية بسيطة بمقاعد من الفاينيل ولوحات قيادة من البلاستيك صممت لكي تغسل بخراطيم المياه، ولم تُضف وسائل الراحة مثل التوجيه المعزز وسجاد الأرضية وتكييف الهواء والمقاعد القماشية أو الجلدية وتطعيمات الخشب الداخلية إلا لاحقًا.
صُمم رينج روفر بجسم وهيكل مفصولين، مثل سيارات لاند روفر ديفندر الحديثة. وامتاز بزنبرك حلزوني لا زنبرك صفائحي ودفع رباعي دائم ومكابح قرصية على العجلات الأربعة. لكن مع الجيل الثالث بدأ استخدام جسم أحادي الهيكل. عملت سيارة رينج روفر في البداية على محرك روفر ثماني الاسطوانات، ثم عملت طرازات لاحقة منها على محرك بي إم دبليو ثماني اسطوانات بسعة 4.4 لتر، حتى تم تقديم محرك تي دي ڤي 8 بسعة 3.6 لتر.

### الجيل الثاني (1994–2002)

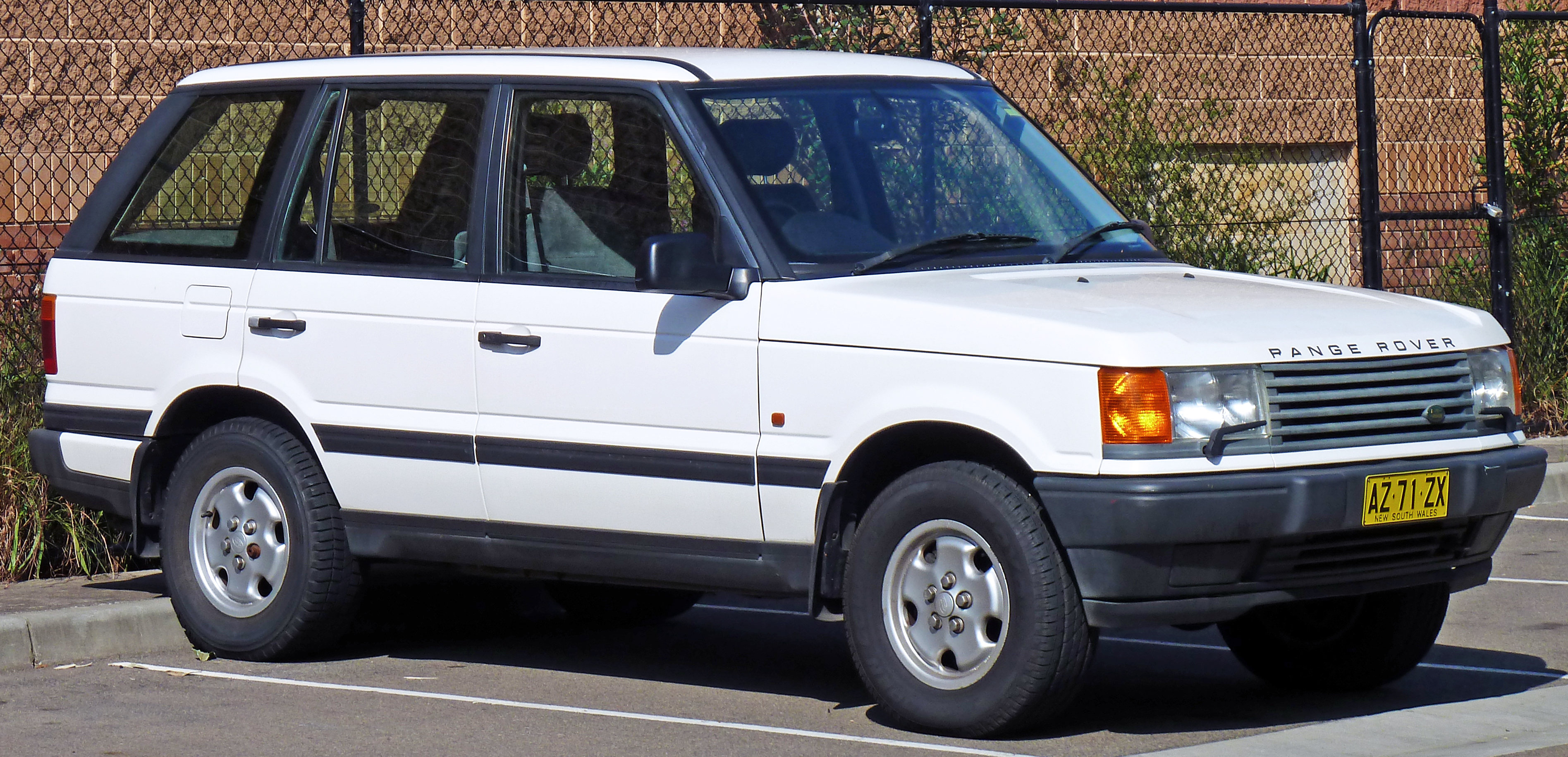
الجيل الثاني

بعد 25 عامًا من تقديم الجيل الأول من رينج روفر، تم تقديم الجيل الثاني والذي يحمل اسم التمييز بي38إيه طرازًا للعام 1995، مع نسخة محدثة من محركات روفر ثمانية الاسطوانات، وكان يمكن أيضًا اختيار محرك بي إم دبليو سداسي الاسطوانات وبسعة 2.5 لتر يعمل بوقود الديزل المشحون مع مضخة حقن من بوش، وهو أول محرك ديزل محقون بآليات تحكم إلكترونية في سيارة لاند روفر. وكان هذا المحرك نتاج استحواذ بي إم دبليو على مجموعة روفر وبالتالي علامة لاند روفر التجارية. وفر الطراز الجديد تجهيزات ولمسات فاخرة أكثر، وتحويل المركبة إلى فئة أعلى من لاند روفر دسكفري لمواجهة المنافسة المتزايدة في سوق مركبات الاستخدامات الرياضية (SUV). كان هذا الطراز آخر من حمل محرك روفر ثماني الاسطوانات والجلد الداخلي المقدم شركة كونولي التي توقفت عن العمل في 2002، وكان أول طراز يوفر الملاحة الساتلية بصورة إضافة اختيارية.

### الجيل الثالث (2002–2012)

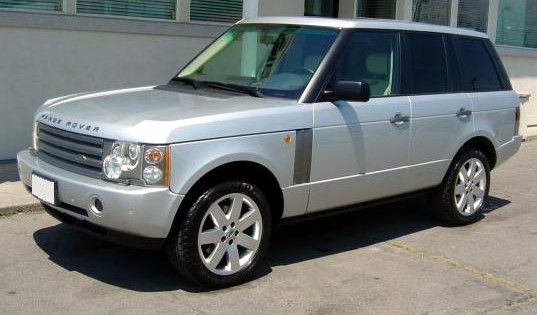
الجيل الثالث

في عام 2002، تم تقديم طراز الجيل الثالث من المركبة والذي شهد توجهها أكثر إلى سوق السيارات الفارهة، وجرى تصميم وتطوير الجيل الثالث تحت ملكية بي إم دبليو حيث اشترك في بعض مكوناته وأنظمته (الإلكترونيات ووحدات الطاقة الأساسية إلخ...) مع بي إم دبليو الفئة السابعة (إي38)، وقد جرى تصميمه لكي يستوعب محركات بي إم دبليو إم62 ثمانيّة الاسطوانات في طرازات المستقبل، كما تم التخلي تمامًا عن ناقل الحركة اليدوي وتوفير ناقل آلي فقط. وقد جرى التخلي تدريجيًا عن نظام إلكترونيات الفئة السابعة أثناء تطويل الجيل الثالث من رينج روفر واستبداله بإلكترونيات من بي إم دبليو إي39 الفئة الخامسة.

### الجيل الرابع (من 2012)

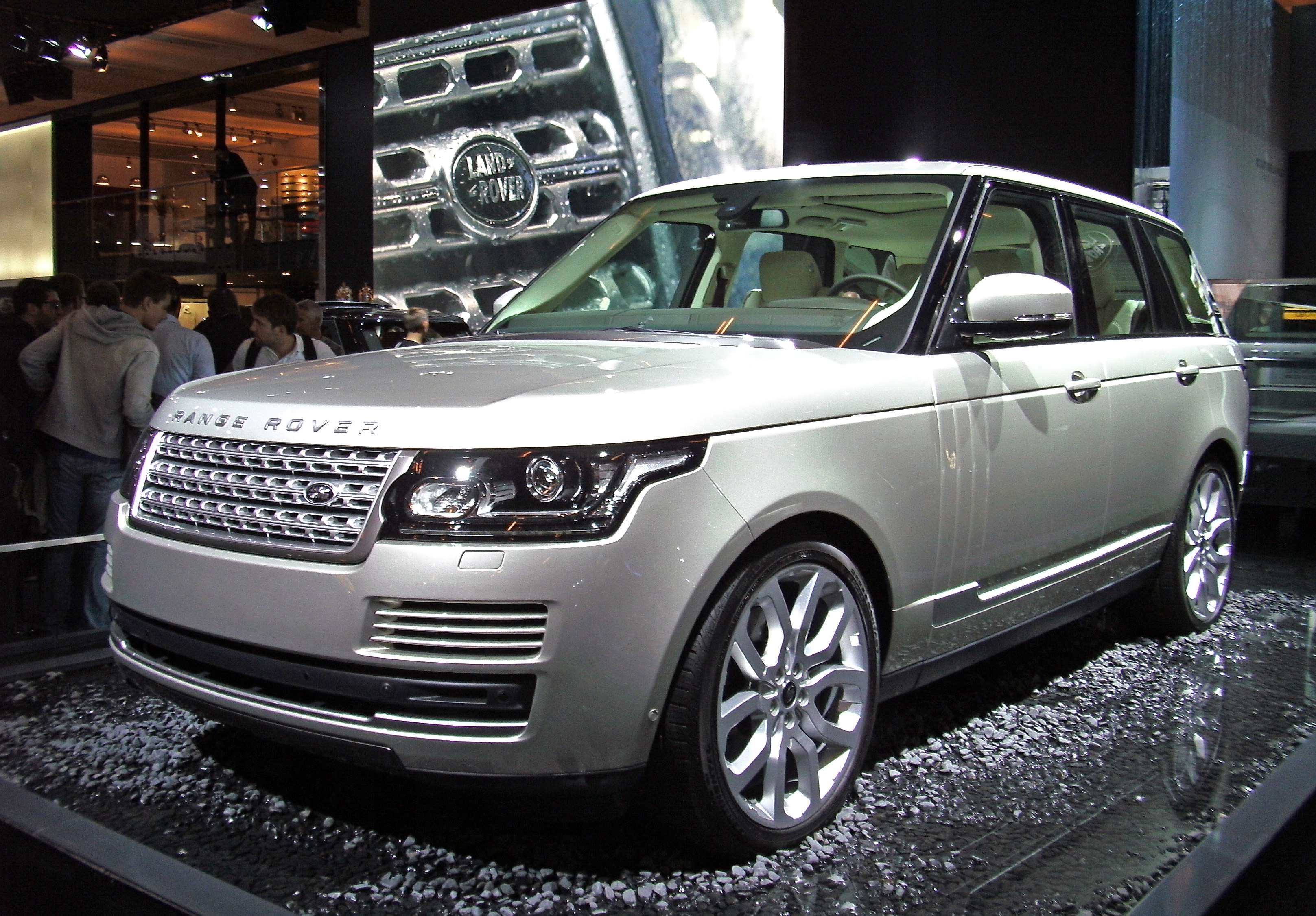
الجيل الرابع

عُرض الجيل الرابع من رينج روفر والذي يحمل الاسم الرمزي إل405 في سبتمبر 2012 في معرض باريس للسيارات 2012.

#### النسخة الهجينة
رينج روفر هايبرد هي طراز هجين يعمل بالديزل والكهرباء كُشف عنها لأول مرة في معرض فرانكفورت للسيارات 2013، وبدأت عملية استقبال الطلبات عليها في سبتمبر 2013، وبدأ وصولها للباعة في أوروبا في بداية 2014.

## الجيل الخامس (2022)

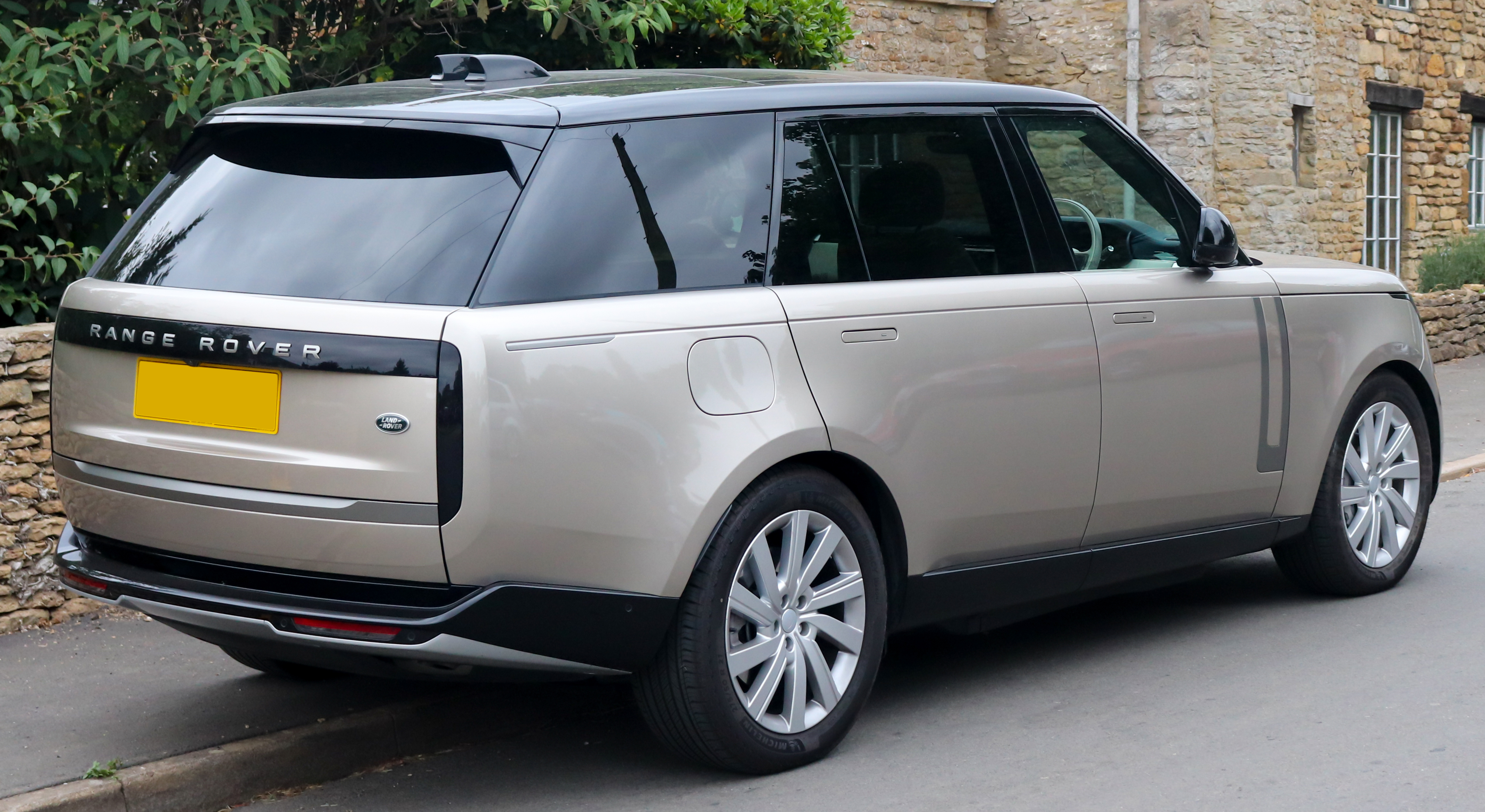
لاند روفر رينج روفر، 2022

تم عرض الجيل الخامس من رينج روفر في 26 أكتوبر 2021 من قبل كبير مسؤولي الإبداع في جاكوار لاند روفر ومصمم السيارة جيري ماكجفرن في دار الأوبرا الملكية في لندن. بالإضافة إلى خيارين لمحركين هجينين قابلين للشحن وثلاثة محركات ديزل ومحركين من عائلة محركات إنجينيوم، هذه السيارة هي الأولى من جاكوار لاند روفر التي تستخدم محركًا تم تطويره بموجب شراكة الاحتراق ومجموعة نقل الحركة الكهربائية المتفق عليها بين جاكوار لاند روفر وبي إم دبليو في عام 2019، حيث يعد محرك بي إم دبليو/جي إل آر في 8، سعة 4.4 لتر خيارًا أيضًا. تم إطلاقها بمجموعة من محركات الديزل والبنزين الهجينة الخفيفة، مع المحركات الهجينة القابلة للشحن في أوائل عام 2022 وطراز كهربائي بالكامل كان من المفترض أن تُطلق في عام 2024 إلا أنها تأخرت و تشير توقعات الخبراء تشير إلى أنها ستطلق في 2025.

## رينج روفر سبورت

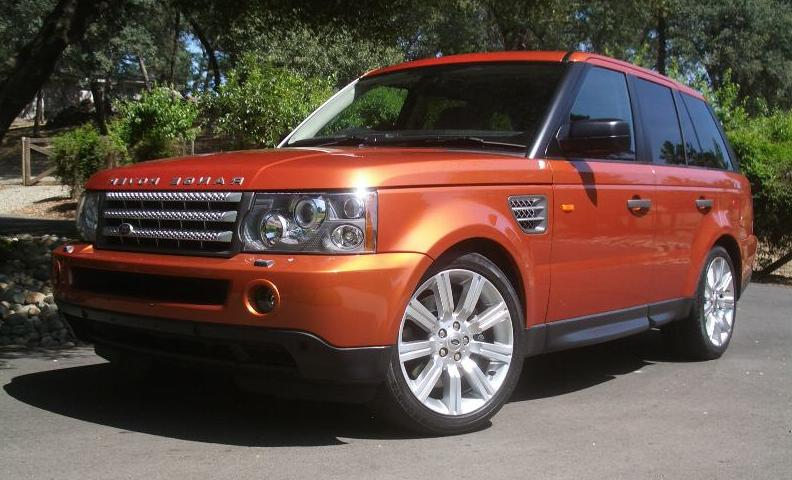
رينج روفر سبورت

في 26 نوفمبر 2004، أصدرت لاند روفر أولى صور رينج روفر سبورت، وهو طراز جديد تنوي عرضه للعامة لأول مرة في معرض أمريكا الشمالية الدولي للسيارات 2005. رينج روفر سبورت هي سيارة إنتاج مطورة من مركبة المفهوم رينج ستورمر التي عرضتها الشركة في نسخة 2004 من معرض أمريكا الشمالية الدولي للسيارات، وعلى الرغم من اسمها رينج روفر سبورت، فهي ليست مجرد مواصفات جديدة ضمن مجموعة سيارات رينج روفر، بل كانت سيارة جديدة كليًا تقوم على هيكل دسكفري إل‌آر3. صدر هذا الطراز للبيع في آواخر 2005 طرازًا للعام 2006.

## رينج روفر إيفوك

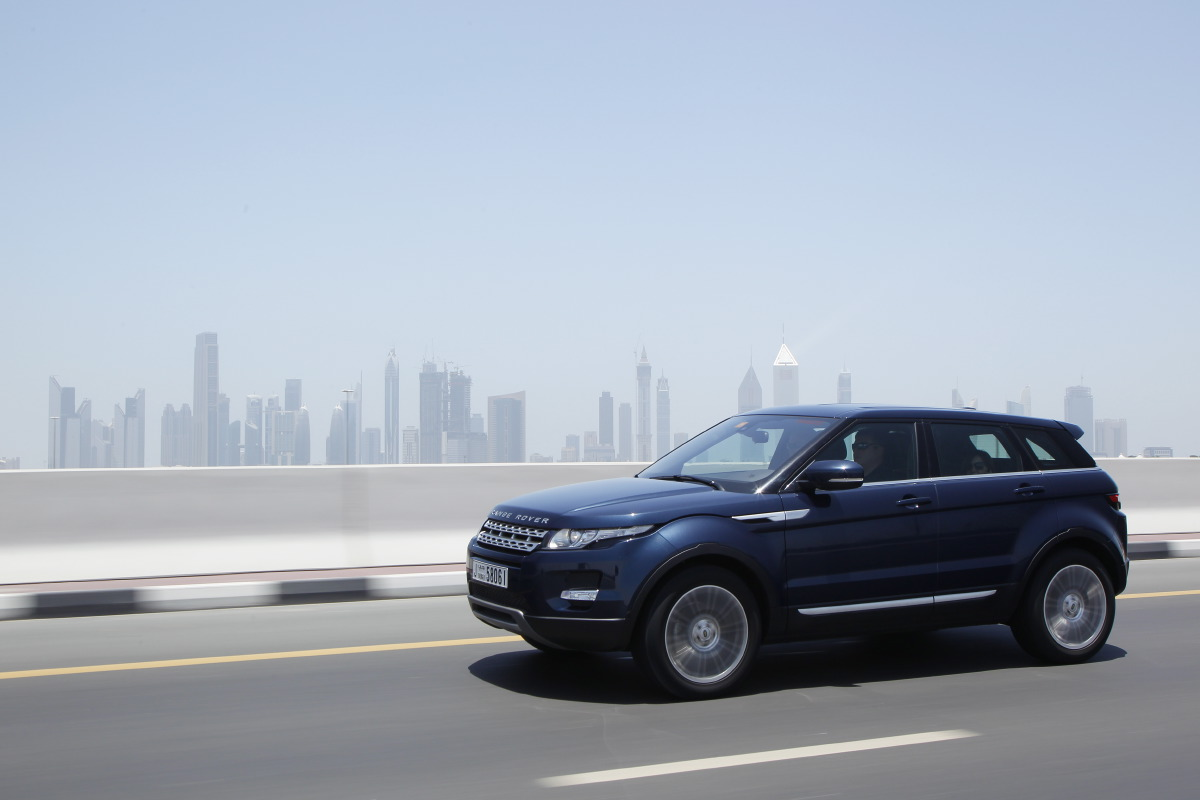
رينج روفر إيفوك خمسة أبواب

بدأ إنتاج رينج روفر إيفوك في يوليو 2011، وتستمد جذورها من سيارة المفهوم لاند روفر إل‌آر‌إكس، حيث تتطابقان في المظهر إلى حد كبير، وتتوفر بثلاثة أبواب أو خمسة أبواب، ودفع أمامي أو دفع رباعي، وبمحرك بنزين مشحون سعة لترين أو بأحد محركي ديزل مشحونين بسعة 2.2 لتر مختلفين بالقوة المنتجة.
في معرض جنيف للسيارات في 2012، كشفت لاند روفر عن مركبة مفهوم مكشوفة تستند على رينج روفر إيفوك، وتقدم هذه المركبة أربعة مقاعد وباب خلفي منسدل.

## الانتقادات
اجتذبت علامة رينج روفر بعض الجدل، خصوصًا من ناحية التأثير السلبي المحتمل للسيارات الكبيرة الفارهة على البيئة. وفي 2005، تسبب أعضاء من منظمة السلام الأخضر في عرقلة موقتة لإنتاج رينج روفر في مصنع لاند روفر في سوليهول.
في 2004، انتقد سبين كينغ ملاك مركبات الاستخدامات الرياضية (SUV) الذين يسوقون سياراتهم في المناطق الحضرية، قائلًا أن المركبات مثل رينج روفر الذي صنعه «لم يُقصد بها أبدًا أن تكون رمزًا للطبقة الاجتماعية، ولكن يبدو أن التجسيدات التي تلت تصميمي عمدت إلى ذلك الهدف.»

## هوامش
1. ↑  "المشروع المشترك، الشركات الفرعية والمرتبطة: جاغوار لاند روفر" (بالإنجليزية). تاتا موتورز. Archived from the original on 2013-12-09. Retrieved 2012-02-14.
2. ↑  "رود روفر". مؤرشف من الأصل في 2019-05-02.
3. ↑  "أفضل ما في صناعة السيارات البريطانية". AROnline. مؤرشف من الأصل في 2020-03-28. اطلع عليه بتاريخ 2011-11-12.
4. ↑  ماغ, كريستوفر (3 Jul 2010). "تشارلز س. كينغ، مصمم الرينج روفر، توفي بعمر 85". nytimes.com (بالإنجليزية). ذا نيويورك تايمز. Archived from the original on 2016-07-24. Retrieved 2010-07-05.
5. ↑  
شيفارد, ديف. "تاريخ ماركة رينج روفر" (بالإنجليزية). Archived from the original on 2017-03-17. Retrieved 2006-03-16.
6. 1 2  The Range Rover Register. "تاريخ فيلار". مؤرشف من الأصل في 13 أبريل 2006. اطلع عليه بتاريخ 16 مسار 2006. {{استشهاد ويب}}: تحقق من التاريخ في: |تاريخ الوصول= (مساعدة)
7. ↑  "تشارلز س. كينغ، مصمم الرينج روفر، مات بعمر 85" (بالإنجليزية). ذا نيويورك تايمز. 3 Jul 2010. Archived from the original on 2016-08-14. Retrieved 2011-07-18.
8. ↑  "البعثة البريطانية الاستكشافية لقطع الأمريكيتين 1971 إلى 1972" (بالإنجليزية). Archived from the original on 2018-10-20. Retrieved 2013-10-17.
9. ↑  هولواي, هيلتون. "الكشف عن رينج روفر جديد ثوري" (بالإنجليزية). أوتوكار. Archived from the original on 2012-07-28. Retrieved 2012-07-24.
10. ↑  إيوينغ, ستيفين جي. (11 Sep 2013). "لاند روفر تكشف عن رينج روفر هايبرد، لن يأتي للولايات المتحدة" (بالإنجليزية). أوتوبلوغ. Archived from the original on 2019-03-27. Retrieved 2013-09-11.
11. 1 2  "New 2022 Range Rover makes motor show debut in California | Autocar". www.autocar.co.uk (بالإنجليزية). Archived from the original on 2024-04-16. Retrieved 2024-09-26.
12. ↑  "Glohh reveals enhanced tailight for the Mk5 Range Rover". CAR Magazine (بالإنجليزية). Archived from the original on 2024-06-29. Retrieved 2024-09-26.
13. ↑  "This is the brand new, fifth-generation Range Rover". Top Gear. 26 أكتوبر 2021. مؤرشف من الأصل في 2024-09-24. اطلع عليه بتاريخ 2024-09-26.
14. ↑  "New 2021 Range Rover spotted with BMW V8 engine | Autocar". www.autocar.co.uk (بالإنجليزية). Archived from the original on 2024-03-03. Retrieved 2024-09-26.
15. ↑  "New 2023 Range Rover: SV Bespoke service updated and new powertrains added". Auto Express (بالإنجليزية). Archived from the original on 2024-09-06. Retrieved 2024-09-26.
16. ↑  هاردي, سام (6 Mar 2012). "رينج روفر إيفوك مكشوفة" (بالإنجليزية). أوتو إكسبرس. Archived from the original on 2017-04-06. Retrieved 2012-07-23.
17. ↑  مادسلين, جورن (16 May 2005). "أعمال | رينج روفر: الجميلة أم الوحش؟" (بالإنجليزية). بي بي سي نيوز. Archived from the original on 2009-03-28. Retrieved 2010-02-24.
18. ↑  "أعمال | توقيف 15 في احتجاجات لاند روفر" (بالإنجليزية). بي بي سي نيوز. 16 May 2005. Archived from the original on 2006-04-23. Retrieved 2010-02-24.
19. ↑  براون, آني. "سائقو سيارات 4×4 أغبياء ومغرورون; سائق الميني ومصمم الرينج روفر ينتقد سيارات توصيل الأطفال للمدارس" (بالإنجليزية). Archived from the original on 2019-03-06. Retrieved 2011-09-05. {{استشهاد بخبر}}: تجاهل المحلل الوسيط |سكوتيش ديلي ريكورد آند سنداي تاريخ= لأنه غير معروف (help)